# Drachmobola
Drachmobola es un género de polillas tortrícidas categorizado en la tribu Cnephasiini, de la subfamilia Tortricinae. Fue descrito por Edward Meyrick en 1907.

## Especies
- Drachmobola dentiuncana Kuznetzov, 2003
- Drachmobola insignitana (Moschler, 1891)
- Drachmobola lobigera Diakonoff, 1975
- Drachmobola periastra Meyrick, 1907
- Drachmobola strigulata Meyrick, 1910